# The Gay Lord Quex (filme)
The Gay Lord Quex é um filme de comédia mudo britânico de 1917, dirigido por Maurice Elvey e estrelado por Ben Webster, Irene Vanbrugh e Lilian Braithwaite. É baseado na peça de 1899 The Gay Lord Quex, de Arthur Wing Pinero

## Elenco
- Ben Webster - Lord Quex
- Irene Vanbrugh - Sophie Fullgarney

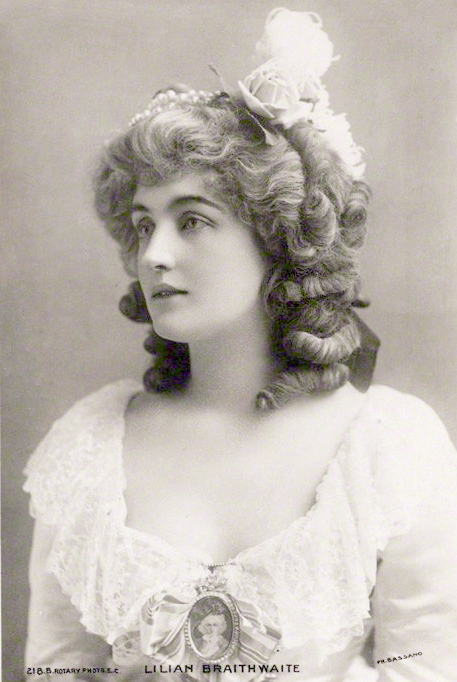
Lilian Braithwaite

- Lilian Braithwaite - Duchess of Strood
- Hayford Hobbs - Capitão Bartling
- Margaret Bannerman - Muriel Eden
- Donald Calthrop - Valma
- Claire Pauncefort - Lady Owbridge
- Lyston Lyle - Frayn